# Орленко Віктор Миколайович
Орленко Віктор Миколайович (нар. 8 березня 1961, с. Талалаївка, Ніжинський район, Чернігівська область — пом. 3 червня 2015) — учасник Євромайдану. Герой України.
Після закінчення Талалаївської середньої школи вступив до Чернігівського професійного ліцею залізничного транспорту (тоді Чернігівське професійно-технічне училище № 5) , де здобув спеціальність «Помічник машиніста». У 1980—1983 роках проходив строкову службу у лавах Радянської Армії, брав участь у бойових діях в Афганістані. Після демобілізації мешкав у Києві. Працював машиністом тепловоза в локомотивному депо на станції Дарниця.
З дружиною Галиною Анатоліївною виховували двох дітей: 21-річну дочку Світлану та 19-річного сина Олександра.

## На Майдані
Брав участь у Революції гідності. Діти Віктора Миколайовича були активістами на Майдані. Дочка була волонтером, син стояв у перших рядах біля беркутівців. Віктор був також прихильником Майдану з перших днів. Дружина просила рідних не йти на Майдан, проте Віктор попередив її, що піде туди, як тільки почнуть стріляти. Він був афганцем, мав три роки військового досвіду.
18 лютого 2014 року Віктор Миколайович із сином Олександром рушив на Майдан. У той вечір, під час розстрілів на Майдані, біля сина розірвалася граната. Віктор намагався допомогти синові, але снайпер вистрілив йому в голову. Згодом Олександр опам'ятався від важкого поранення, але Віктор потрапив до лікарні у вкрай важкому стані. З майдану Віктора доставили у реанімацію київського Інституту нейрохірургії ім. А. П. Ромоданова НАМН України. В історії хвороби Віктора було написано: «Доставлений лікарями-волонтерами з Будинку профспілок». Випадковий чоловік, який їхав з ним у швидкій, каже, що Віктор був притомним і розповідав про дітей, роботу, Афганістан. Куля розлетілася на частини, тому дістати їх із мозку лікарі не змогли.
До 12 березня 2014 року Віктор перебував у комі, але оскільки необхідної для подальших досліджень апаратури в Україні не було (в голові залишалось багато уламків від кулі), то завдяки благодійникам був відправлений на реабілітацію до Німеччини в берлінську клініку «Шаріте». Згодом Віктор Миколайович прийшов до тями, зміг сидіти і говорити.
20 жовтня 2014 року Віктора привезли з Берліна до Києва, щоб продовжити реабілітацію на батьківщині. Родина хотіла покласти батька в приватну київську клініку, але там відмовили, пославшись на відсутність місць. За свідченням дочки Світлани, у одній з державних лікарень також не захотіли брати такого тяжкого пацієнта.
Віктора поклали до Київської міської клінічної лікарні № 1. Кілька тижнів його стан лишався задовільним. Однієї ночі несподівано підскочила температура і стався збій сердечного ритму. Вранці чоловіка перевели в реанімацію. Виявилося, що в нього спалах бактеріального менінгіту, стан суттєво погіршився. Більше року перебував у важкому стані в лікарні. Дочка та дружина весь час знаходились в лікарняній палаті з Віктором. 3 червня 2015 року серце Віктора Миколайовича зупинилось.
Пана Орленка поховано у Талалаївці Ніжинського району Чернігівської області.

## Вшанування пам'яті

### Нагороди
- Звання Герой України з удостоєнням ордена «Золота Зірка» (17 лютого 2016, посмертно) — за громадянську мужність, патріотизм, героїчне відстоювання конституційних засад демократії, прав і свобод людини, самовіддане служіння Українському народові, виявлені під час Революції Гідності[2][3]